# Кърджалийско
 Тази статия е за историко-географската област.  За административната област вижте Кърджали (област).  За общината вижте Кърджали (община).
Кърджалийско е историко-географска област в Южна България, около град Кърджали.
Територията ѝ съвпада приблизително с някогашната Кърджалийска околия – основната част от днешните общини Кърджали (без селата Айрово, Велешани, Вишеград, Воловарци, Глухар, Дъждино, Дънгово, Житарник, Лисиците, Лъвово, Македонци, Опълченско, Островица, Пепелище, Петлино, Прилепци, Резбарци и Соколско в Момчилградско, село Зорница в Крумовградско и село Ненково в Ардинско) и Черноочене (без селата Водач, Габрово, Даскалово, Житница, Лясково и Петелово в Хасковско и Безводно в Ардинско), както и селата Горно Войводино и Маслиново в община Хасково и Балкан в община Стамболово. Разположена е по средното течение на Арда в централната част на Източните Родопи. Граничи с Първомайско и Хасковско на север, Харманлийско на изток, Крумовградско и Момчилградско на юг и Ардинско на запад.